# Sara Shane
Pour les articles homonymes, voir Shane.
Sara Shane née Elaine Sterling le 18 mai 1928, à Kirkwood, Missouri (États-Unis) et morte le 31 juillet 2022 à Gold Coast en Australie est une actrice américaine de cinéma. 

## Filmographie
- 1964 : Voyage au fond des mers (série TV) : Comtesse
- 1964 : Au-delà du réel (série TV) : Ethel Meridith
- 1962 : Suspicion (série TV) : Helen Barrow
- 1961 : Alfred Hitchcock présente (série TV) : Loretta Burns
- 1961 : Perry Mason (série TV) : Alyce Aitken
- 1960 : Tales of the Vikings (série TV) : Helga
- 1959 : La Plus Grande Aventure de Tarzan : Angie
- 1958 : State Trooper (série TV) : Marilyn Thayer
- 1957 : Badge 714 (série TV) : Alva Clawson
- 1957 : The Bob Cummings Show (TV Series) : Joy Healy
- 1957 : Affair in Havana : Lorna
- 1956 : Le Roi et Quatre Reines : Oralie McDade
- 1956 ; Johnny Moccasin (série TV) : Sue Easton
- 1956 : Three Bad Sisters : Lorna Craig
- 1955 : The Great Gildersleeve (série TV) : Mrs. Hall
- 1955 : Papa longues jambes : Pat
- 1954 : Le Signe du païen : Myra
- 1954 : Lux Video Theatre (série TV)
- 1954 : Le Secret magnifique : Valerie
- 1953 : I Led 3 Lives (série TV) : Eva Philbrick
- 1952 : Crown Theatre with Gloria Swanson (série TV)
- 1949 : La Fille de Neptune : Miss Pratt
- 1948 : La Belle imprudente : Mannequin
- 1948 : Parade de printemps : Showgirl